# San Antonio Spurs 1988-1989
La stagione 1988-89 dei San Antonio Spurs fu la 13ª nella NBA per la franchigia.
I San Antonio Spurs arrivarono quinti nella Midwest Division della Western Conference con un record di 21-61, non qualificandosi per i play-off.

## Classifica
| Squadra           | V  | P  | %    | GB |
| ----------------- | -- | -- | ---- | -- |
| Utah Jazz         | 51 | 31 | 62,2 | -  |
| Houston Rockets   | 45 | 37 | 54,9 | 6  |
| Denver Nuggets    | 44 | 38 | 53,7 | 7  |
| Dallas Mavericks  | 38 | 44 | 46,3 | 13 |
| San Antonio Spurs | 21 | 61 | 25,6 | 30 |
| Miami Heat        | 15 | 67 | 18,3 | 36 |

## Roster
| N° | Naz.                   | Ruolo | Sportivo          | Anno | Alt. | Peso |
| -- | ---------------------- | ----- | ----------------- | ---- | ---- | ---- |
| 3  | Stati Uniti (bandiera) | A     | Scott Roth        | 1963 | 203  | 96   |
| 3  | Stati Uniti (bandiera) | G     | Keith Smart       | 1964 | 185  | 79   |
| 6  | Stati Uniti (bandiera) | AC    | Jerome Whitehead  | 1956 | 208  | 100  |
| 7  | Stati Uniti (bandiera) | A     | Calvin Natt       | 1957 | 198  | 100  |
| 10 | Stati Uniti (bandiera) | G     | Michael Anderson  | 1966 | 180  | 83   |
| 10 | Stati Uniti (bandiera) | AC    | David Greenwood   | 1957 | 206  | 101  |
| 11 | Stati Uniti (bandiera) | G     | Vernon Maxwell    | 1965 | 193  | 82   |
| 12 | Stati Uniti (bandiera) | G     | Darwin Cook       | 1958 | 191  | 84   |
| 21 | Stati Uniti (bandiera) | G     | Alvin Robertson   | 1962 | 191  | 84   |
| 22 | Stati Uniti (bandiera) | A     | Dallas Comegys    | 1964 | 206  | 93   |
| 24 | Stati Uniti (bandiera) | G     | Johnny Dawkins    | 1963 | 188  | 73   |
| 25 | Stati Uniti (bandiera) | GA    | Anthony Bowie     | 1963 | 198  | 86   |
| 31 | Stati Uniti (bandiera) | A     | Shelton Jones     | 1966 | 206  | 95   |
| 31 | Stati Uniti (bandiera) | A     | Jay Vincent       | 1959 | 201  | 100  |
| 32 | Stati Uniti (bandiera) | A     | Todd Mitchell     | 1966 | 201  | 93   |
| 32 | Stati Uniti (bandiera) | A     | John Stroeder     | 1958 | 208  | 118  |
| 33 | Stati Uniti (bandiera) | AC    | Cadillac Anderson | 1964 | 208  | 104  |
| 35 | Islanda (bandiera)     | C     | Pétur Guðmundsson | 1958 | 218  | 118  |
| 40 | Stati Uniti (bandiera) | GA    | Willie Anderson   | 1967 | 201  | 86   |
| 43 | Stati Uniti (bandiera) | AC    | Frank Brickowski  | 1959 | 206  | 109  |
| 52 | Canada (bandiera)      | C     | Mike Smrek        | 1962 | 213  | 113  |
| 55 | Stati Uniti (bandiera) | GA    | Albert King       | 1959 | 198  | 86   |

## Staff tecnico
- Allenatore: Larry Brown
- Vice-allenatori: R.C. Buford, Alvin Gentry, Gregg Popovich, Ed Manning